# 穆拉韦拉
穆拉韦拉（義大利語：Muravera），是意大利撒丁大区南撒丁省的一个市镇。总面积94.7平方公里，人口5231人，人口密度55.2人/平方公里（2009年）。ISTAT代码为092039。